# Plesionika spinidorsalis
Plesionika spinidorsalis är en kräftdjursart som först beskrevs av M. J. Rathbun 1906.  Plesionika spinidorsalis ingår i släktet Plesionika och familjen Pandalidae. Inga underarter finns listade i Catalogue of Life.